# Encheloclarias prolatus
Encheloclarias prolatus là một loài cá thuộc họ Clariidae. Nó là loài đặc hữu của Malaysia.